# Orthocentrus petiolaris
Orthocentrus petiolaris är en stekelart som beskrevs av Thomson 1897. Orthocentrus petiolaris ingår i släktet Orthocentrus och familjen brokparasitsteklar. Arten är reproducerande i Sverige. Utöver nominatformen finns också underarten O. p. bicarinator.